# Soví jeskyně
Soví jeskyně je dobrodružný román českého spisovatele Miloše Zapletala. Román vyšel poprvé v roce 1989 ilustrován Markem Čermákem.
Dílo se stalo klasikou pro mladé i odrostlé čtenáře se zájmem o pobyt v přírodě, dobrodružství, skauting. Přitažlivou se tato dobrodružná kniha stala i díky tomu, že se odehrává ve skutečném prostředí severních Čech, a je tedy možné místa děje knihy navštívit či i fyzicky vykonat v knize popsané putování, což někteří čtenáři dodnes činí.

## Obsah knihy
Kniha vypráví příběh tří patnáctiletých chlapců, kteří se vydají sami společně pěšky z Ještědu do Českosaského Švýcarska k Soví jeskyni skryté v hlubokých lesích a v bludišti pískovcových skal, protože jim dědeček jednoho z nich pověděl starou rodinnou pověst o tom, že kdo jeskyni najde, porozumí zvířatům, ptákům i rostlinám. Na svém putování prožívají různá dobrodružství a učí se porozumět přírodě, takže nakonec pochopí, že na vyprávěné pověsti něco skutečně je.

### Místa, kde se děj knihy odehrává
1. kapitola – Rybník Hejtman
2. kapitola – Ještěd
3. kapitola – Horka a Skalákovna
4. kapitola – Kryštofovo Údolí, Hamrštejn
5. kapitola – ledovcová moréna u Bílého Kostela
6. kapitola – Vápenný, Západní jeskyně
7. kapitola – Sloní kameny
8. kapitola – Popova skála
9. kapitola – Jablonné – kostel sv. Vavřince
10. kapitola – Skála smrti, Máchovo jezero
11. kapitola – zámek, hrad a obora Vřísek
12. kapitola – skalní hrad Sloup, Samuelova jeskyně
13. kapitola – hora Klíč
14. kapitola – Chřibská Kamenice, Pavlino údolí, Trpasličí jeskyně u Rynartic
15. kapitola – Jetřichovické stěny
16. kapitola – Mariina skála, Šaunštejn, Velký pruský tábor, Soví jeskyně